# Ernst Heinrich Blohm
Ernst Heinrich Blohm (* 28. Juni 1794 in Dreye; † 26. Oktober 1869 in Aurich) war ein deutscher Architekt und königlich hannoverscher Baubeamter.

## Leben und Wirken
Blohm verbrachte die ersten dreißig Jahre seines Lebens im Elbe-Weser-Dreieck. Was er während dieser Zeit tat, ist nicht dokumentiert. Ab 1823 ist er als Landbauconducteur in den Staatskalendern des Königreichs Hannover zu finden. Er war in diesem Amt verantwortlich für die staatlichen Hochbauten und muss daher mindestens gelernter Maurer gewesen sein. Er war vermutlich in Stade beschäftigt und trat dort 1835 in die Antoni-Brüderschaft ein. Ab dem Jahr 1825 existieren von ihm erstellte Bauzeichnungen für den „unteren Bezirk des Bremen-Verdenschen Landbaudistrikts“. Von 1837 bis 1838 baute er die St.-Wulphardi-Kirche in Freiburg an der Unterelbe. Hier gestaltete er die Außenmauern und den Kanzelaltar.
1839 wechselte Blohm nach dem erfolgreichen Abschluss der Arbeiten in Freiburg aufgrund seiner Fähigkeiten als Landbaumeister nach Aurich. Spätestens ab 1849 oblag im Königreich Hannover die Ausführung aller Staatsbauten, ausgenommen derer für die Spezialbetriebe Post und Eisenbahn, den Domanialbaubeamten, die als Landbauconducteure, Landbauinspektoren oder Landbaumeister tituliert wurden. Jede Landdrostei erhielt einen derartigen Beamten zur Seite gestellt, der ein Mitspracherecht bei den ihn betreffenden Baumaßnahmen hatte. Blohm war somit als eine der zugeteilten Personen der Vorläufer des heutigen Emdener Staatshochbauamts. Sein Vorgesetzter, Landdrost Georg Heinrich Bacmeister, bezeichnete ihn in den 1850er Jahren als „unermüdlich“, „vielbeschäftigt“ und „äußerst fleißig“.
Blohm machte Karriere und wurde 1865 schließlich zum Oberlandbaumeister ernannt. Nach 1866 ging er als Oberbaurat in den Ruhestand und starb 1869 unverheiratet.

## Bauwerke

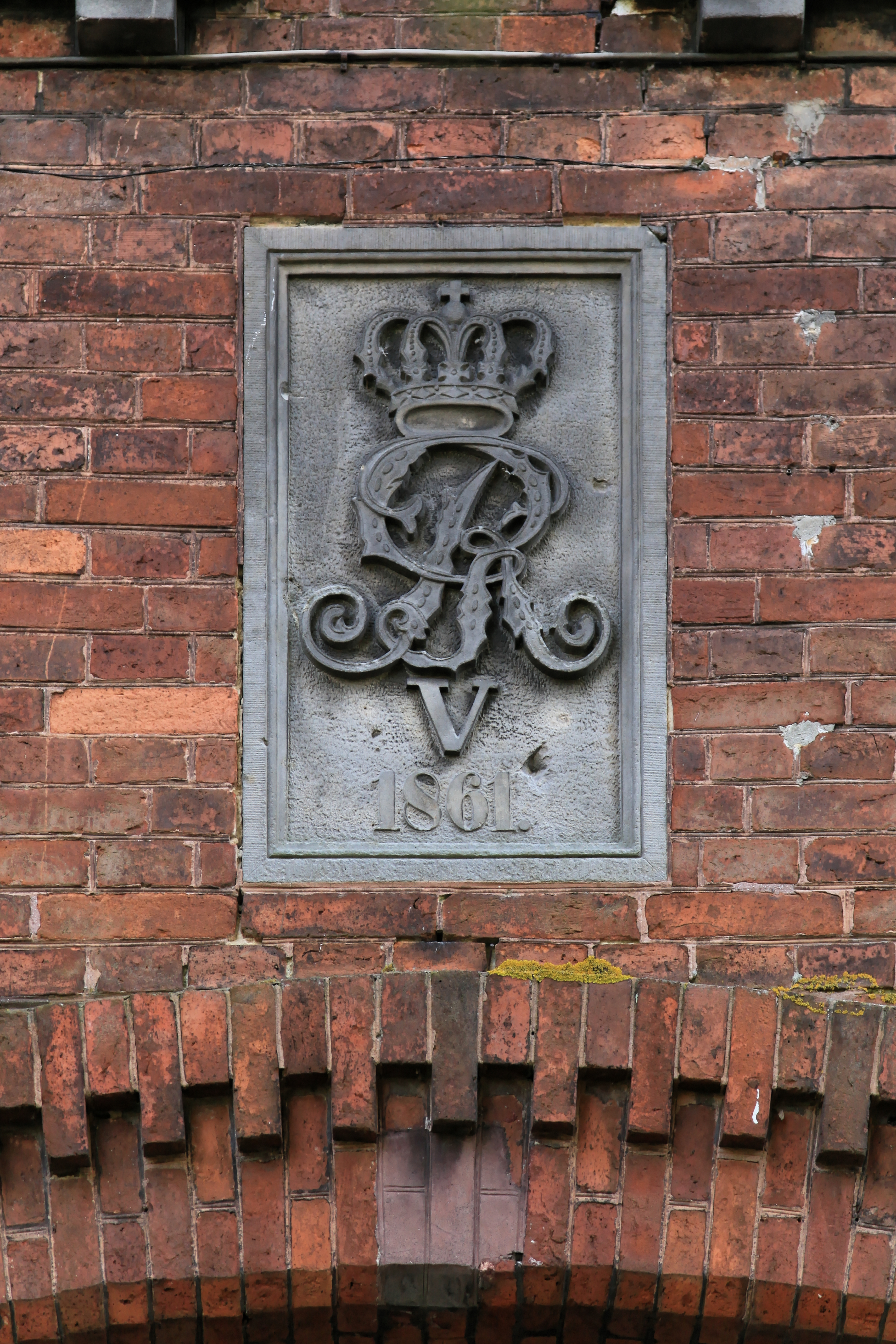
Amtshaus Weener mit dem Monogramm von König Georg V. und dem Baujahr „1861“

Während Blohms Zeit in Ostfriesland entstanden mehrere Bauwerke, so der Domänenplatz Groß-Burhafe und Loquard, die Amtshäuser von Leer und Weener, ein Gefängnis auf Norderney und die Navigationsschule von Timmel. Außerdem musste er sämtliche Gebäude baulich instand halten. König Georg V. von Hannover gab bei ihm ein Mausoleum für die Fürstendynastie Cirksena in Auftrag, das in Aurich gebaut werden sollte, jedoch wegen des Deutsch-Deutschen Krieges 1866 zunächst nur das Entwurfsstadium erreichte.
Blohms Bauwerk, das am längsten Bestand hatte, war das Auricher Schloss. Anfang 1851 erhielt er den Auftrag, im bestehenden Bauwerk Räume für ein neues Obergericht einzurichten. Aufgrund „der schlechten Beschaffenheit des alten Schlossgebäudes“ entschied er, die vorhandenen Bauten bis auf die Fundamente abzureißen. Im August 1851 besuchte ihn der Hannoversche Kammerrat E. A. Oppermann und überbrachte ihm Instruktionen. Anschließend konnte Blohm völlig frei arbeiten. Er wählte als Basis die alten Fundamente, worauf die außergewöhnliche Form des Innenhofs zurückzuführen ist. Entgegen der Ansicht der ihm vorgesetzten Domänenkammer ließ er „den Turm nebst Durchfahrt in die Mitte zu setzen“. Die ihm dabei gemachten Vorgaben für die äußere Form des Turms beachtete er. So entstand eines der seltenen noch existierenden Bauwerke repräsentativer Staatsarchitektur des Königreichs Hannover.